# 한상복
한상복(韓相復, 1940년 11월 12일~2023년 5월 17일)은 대한민국의 해양학 연구자이자 저술가이다. 본관은 청주(淸州), 호(號)는 수당(水堂)이다.

## 생애
1940년에 전라북도 무주군 무주면(茂朱面)에서 태어났으며, 1963년에 서울대학교 물리학과를 졸업하고 1974년 호주 뉴사우스웨일스 대학교에서 석사 학위를, 1987년 호주 플린더스 대학교에서 박사 학위를 취득하였다. 서울대학교 해양물리학 강사, 이화여대 사범대학 강사 등을 거쳐 한국해양과학기술, 국립수산진흥원 등 기관에서 해양학, 해양과학 분야에 다년간 종사하였다. 2000년 퇴직 후, 한수당자연환경연구원에서 위원장으로 관련 분야 연구에 매진하고 있다.
여러 차례에 걸쳐 국회도서관 독도자료실, 기상청, 한국지질자원연구원, 국립수산과학원, 한국해양과학기술원, 인천해양박물관 등에 연구 및 수집 자료를 기증하였다. 2023년 5월 17일에 암으로 별세하였다.

## 학력
- 1953년 3월, 무주국민학교 제41회 졸업
- 1956년 3월, 무주중학교 제9회 졸업
- 1959년 3월, 대구 경북고등학교 제7회 졸업
- 1963년 2월, 서울대학교 문리과대학 이학부 물리학과 제17회 졸업 (이학사)
- 1974년, 호주 뉴사우스웨일스 대학교(New South Wales University) 석사 (이학석사, 해양물리학)
- 1987년 6월, 호주 플린더스 대학교(Flinders University) 박사 (이학박사, 해양물리학)[8]

## 경력
- 1963년 2월, 포병 소위 임관 (ROTC 제1기, 자대 제27사단 복무, 1965년 3월 31일 소집해제)
- 1965년 9월 ~ 1974년 4월, 서울대학교 해양학과 유급조교 (해양물리 분야 강의)[9]
- 1974년 5월 ~ 1976년 4월, 지질광물연구소 연구원
- 1975년, 이화여자대학교 강사 (해양학 강좌)
- 1976년 6월 ~ 1980년 2월, 한국선박해양연구소 연구원
- 1980년 3월 ~ 1981년 3월, 한국해양과학기술 연구실장 (해양조사 보고 업무)
- 1980년 11월 ~ 현재, 한수당자연환경연구원 연구원장
- 1991년 1월 4일 ~ 1999년 1월 3일, 수산청 산하 국립수산진흥원 해양자원부 연구관[10]
- 1999년 1월 4일 ~ 2000년 1월 2일, 국립수산진흥원 서해수산연구소 소장[11]
- 2001년 9월 12일 ~ 2014년 4월 21일, 국회도서관 소재 독도자료실 운영위원회 해양수산분과위원장[12]

## 상훈
- 1964년 8월, 보병 제27사단장 공로표창 (군사검열 유공, 표창번호 제178호)
- 2000년 4월 1일, 해양수산부 장관 표창 (제2466호)
- 2020년 3월 23일, 국민훈장 동백장(冬柏章)[13]

## 주요 저작
- 1980년 ~ , 《한수당연구자료집》 목록 (제1권 ~ 제675권)
- 1988년, 《해양학에서 본 한국학》, 해조사(海潮社)
- 1996년, 《측우기의 발명과 국가관측망》, 한수당자연환경연구원
- 1999년, 《한국의 우량 관측 역사》, 한수당자연환경연구원
- 2000년, 《독도와 동해》, 한수당자연환경연구원

## 같이 보기
- 해양학
- 국립수산진흥원
- 서해수산연구소